# Thomas Dale
Thomas Dale (... – Machilipatnam, 19 agosto 1619) è stato un navigatore inglese, governatore della Colonia della Virginia nel 1611 e dal 1614 al 1616. Egli è ricordato per l’energia ed il rigore che impiegò nell'azione di governo nell'amministrare la Colonia.

## Biografia
Dal 1588 al 1609, Thomas Dale prestò servizio nella regione dei Paesi Bassi con l’esercito inglese sotto il comando di Robert Dudley, I conte di Leicester. A seguito della sua abilità ed ambizione, divenne amico di molte persone influenti. Nel 1599 Thomas Dale venne arruolato nell'esercito inglese dal conte di Essex. Dopo molti anni di devoto servizio, il re Giacomo I lo elevò al rango di cavaliere e divenne "Sir Thomas Dale del Surrey" il 16 giugno 1606.
Mentre Dale era in servizio nei Paesi Bassi, su raccomandazione del fratello di re Giacomo, Enrico Federico Stuart, lo stato maggiore dell'esercito inglese in Olanda acconsentì a che "il capitano Thomas Dale (destinato da sua maestà il re di Gran Bretagna ad essere impiegato nella Colonia di Virginia al suo servizio) può assentarsi da questa compagnia per il periodo di tre anni, ed il suo posto rimarrà vacante in attesa che egli possa ricoprirlo al suo ritorno."

## Viaggio alla Colonia della Virginia
Cinque anni dopo, la Virginia Company inviò Sir Thomas Dale come "Marshall of Virginia" (una nuova posizione) nell'organigramma della Colonia della Virginia, sotto il comando di Thomas West, III barone De La Warr (Lord Delaware). Partito con tre navi, il 19 maggio 1611, giunse a Jamestown (dal nome di Giacomo I) con uomini, bestiame e provviste. Egli trovò la colonia in condizioni di grande difficoltà e bisognosa di una urgente ristrutturazione. Dale chiese una immediata riunione del Consiglio della Colonia e nominò delle squadre per la ricostruzione di Jamestown.
Ricoprì l'incarico di governatore per tre mesi e mezzo nel 1611, e di nuovo per due anni fra il 1614 ed il 1616. Nell'intervallo, fu vice di Thomas Gates. In ogni caso, per cinque anni fu la più alta carica della Colonia della Virginia. Egli esibì un'efficienza austera che era la migliore medicina che sarebbe potuta essere concepita per lo sviluppo della colonia.. Durante la sua permanenza al governo vide la luce il Primo codice di leggi della Virginia, che fu in vigore dal 1611 al 1619. Questo codice, intitolato "Articles, Lawes, and Orders Divine, Politique, and Martiall" (conosciuto come Dale's Code), fu noto per la sua impietosa severità, e sembra sia stato redatto, per la maggior parte, dallo stesso Dale.

## Lungo il fiume: Un luogo migliore di Jamestown
Alla ricerca di un sito più salubre di Jamestown, Thomas Dale navigò lungo il fiume James (anch'esso intitolato al re d'Inghilterra) verso un'area oggi nota come Contea di Chesterfield. 
Egli sembrò ben impressionato da un'area in cui il fiume Appomattox si immetteva nel fiume James, e sembra che la denominò "New Bermuda" anche se apparentemente il nome non venne formalizzato. (Al largo delle coste del Nord America, l'arcipelago delle isole Bermuda divenne parte della Colonia della Virginia nel 1612 anche se venne casualmento scoperto nel 1609 con il naufragio della Sea Venture.
Un poco più avanti lungo il corso del fiume James, nel 1611, iniziò la costruzione di un nuovo insediamento chiamato Henricus su quella che è oggi l'isola di Farrars.
Nel 1614, il governatore Thomas Dale inviò 20 uomini, sotto il comando di William Craddock, nell'area, attraverso la Chesapeake Bay, oggi nota come Eastern Shore per creare una salina e pescare pesci per l'alimentazione dei coloni. Egli pensava di produrre sale facendo bollire l'acqua di mare. Essi si insediarono lungo l'Old Plantation Creek in un luogo chiamato "Dale's Gift" sulla terraferma, ma crearono la salina sull'isola Smith, vicina all'attuale Contea di Northampton vicino a Cape Charles.

## Ritorno in Inghilterra
Il governatore Dale salpò per l'Inghilterra nella primavera del 1616 a bordo della Treasurer. Lo accompagnarono, in quello che fu considerato un viaggio d'affari, John Rolfe, sua moglie Pocahontas, ed il loro figlio Thomas Rolfe. La regina Anna venne colpita dalla bellezza di Pocahontas, e gli investimenti della Virginia Company vennero sensibilmente aumentati. Comunque, subito dopo aver lasciato Londra, mentre John Rolfe e sua moglie risalivano il Tamigi, Pocahontas si ammalò gravemente e morì il 21 marzo 1617 mentre era ancora in Inghilterra.
Anche se Dale e Pocahontas erano destinati a non tornare in Virginia, egli scrisse Una reale relazione sullo stato della Virginia, lasciata da Sir Thomas Dale, Cavaliere, nel maggio 1616. Nel corso di una nuova missione, durante una spedizione alle Indie orientali, egli si ammalò e morì di febbre a Masulipatam il 19 agosto 1619.